# Bajza Viktória
Bajza Viktória (Szabadka, 1954. július 11. –) magyar színésznő.

## Életpályája
1977-ben végzett a Színház- és Filmművészeti Főiskolán, Ádám Ottó osztályában. 1977–1979 között az Újvidéki Színház, 1979–1982 között a debreceni Csokonai Színház, 1982–1983-ban pedig a kecskeméti Katona József Színház tagja. 1983 óta a Madách Színházban szerepel. Újvidéken, 1978-ban megkapta a Legjobb női alakítás díját.

### Családja
Első férje Kalocsay Miklós színész volt, akivel 13 évig éltek együtt. Második férje egy horvát mérnök volt, akivel 20 évig, annak haláláig éltek együtt.

## Színházi szerepei[1]
- Maróti: Egy válás története – Vera,
- Csehov: Három nővér – Irina,
- Zorin: Varsói melódia – Helga,
- Strindberg: Julie kisasszony – Julie,
- Shakespeare: Othello – Desdemona, Szentivánéji álom – Heléna,
- Téli rege – Emília,
- Fényes: Maya – Maya,
- T.S. Eliot – A. L. Webber: Macskák – Bombalurina, Cassandra,
- Müller-Tolcsvay-Bródy: Doctor Herz – Sally,
- Sobol: Getto – Chaja,
- Gorkij: Kispolgárok – Jelena,
- Molnár: Az ördög – Selyem Cinka,
- Achard: A bolond lány – Antoinette,
- Molnár-Kocsák-Miklós: A vörös malom – Etel,
- Stein-Bock: Hegedűs a háztetőn – Fruma Sára, Sandel,
- Thomas Mann – Kolos – Mácsai: Mario és a varázsló – Angiolierné,
- Sondheim-Wheeler: Egy nyári éj mosolya – Mrs. Anderssen,
- Müller: Szomorú vasárnap – Helén,
- Schiller: Fiesco – Júlia
- Boublil – Schönberg – Kretzmer: Nyomorultak – Madame Thénardier
- Bognár László: Élektra: Klütaimnesztra,
- Gregg Opelka: C’est La Vie – Fatiguée
- Coward: Forgószínpad – Dora, Cora Clarke
- Müller P. – Tolcsvay L. – Müller P. Sz: Isten pénze – Mrs. Fezziwig
- Neil Simon: Furcsa pár – Mickey
- Meehan-Brooks: Producerek – Shirley, Az esküdtszék elnöke
- Terry Johnson: Diploma előtt – Mrs. Terhune
- T. S Eliot – A. L. Webber: Macskák – Grizabella
- A. L. Webber: Az Operaház Fantomja – Madame Giry
- Kocsák-Miklós: Anna Karenina – Mjahkaja hercegnő
- Disney – Cameron Mackintosh: Mary Poppins – Brill néni
- Graham Linehan: Betörő az albérlőm – Mrs. Tromleyton
- Somogyi-Eisemann-Zágon: Fekete Péter – Ságiné

## Filmjei[3]
- Szívlövés  (TV film) színész (am.-kan. háborús filmdráma, 1998)
- Az álommenedzser  (TV film) színész (magyar játékf., 1992)
- Szomszédok (magyar sorozat, 1987-1991) ...Detektív / Könyvesbolti eladó
- Zojka szalonja (TV film) színész (magyar tévéf., 1986)
- Csiky Gergely-Szakonyi Károly: Mukányi (TV film) színész (magyar színházi felv., 1982)
- Nagyvizit  (TV film) színész (magyar filmdráma, 1981)
- Mondja, Struccné (TV film) színész (magyar tévéjáték, 1981)
- Dundo Maroje  (TV film) színész (magyar színházi felv., 1979)
- A gyilkos köztünk van (TV film) színész (magyar tévéf., 1979)
- Müller Péter – Tolcsvay László – Müller Péter Sziámi: Isten pénze (TV film) színész ()

## Díjai, elismerései
- Legjobb női alakítás díja – Újvidék 1978.